# Aenasomyiella
Aenasomyiella is een geslacht van vliesvleugeligen uit de familie Encyrtidae. De wetenschappelijke naam van dit geslacht is voor het eerst geldig gepubliceerd in 1915 door Girault.

## Soorten
Het geslacht Aenasomyiella omvat de volgende soorten:
- Aenasomyiella cervicincta Girault, 1922
- Aenasomyiella coleridgei Girault, 1915
- Aenasomyiella poeta (Girault, 1917)